# بیسمارک (آلتمارک)
شهر بیسمارک در ایالت زاکسن-آنهالت در کشور آلمان واقع شده است.